# Championnat du monde d'échecs 1954

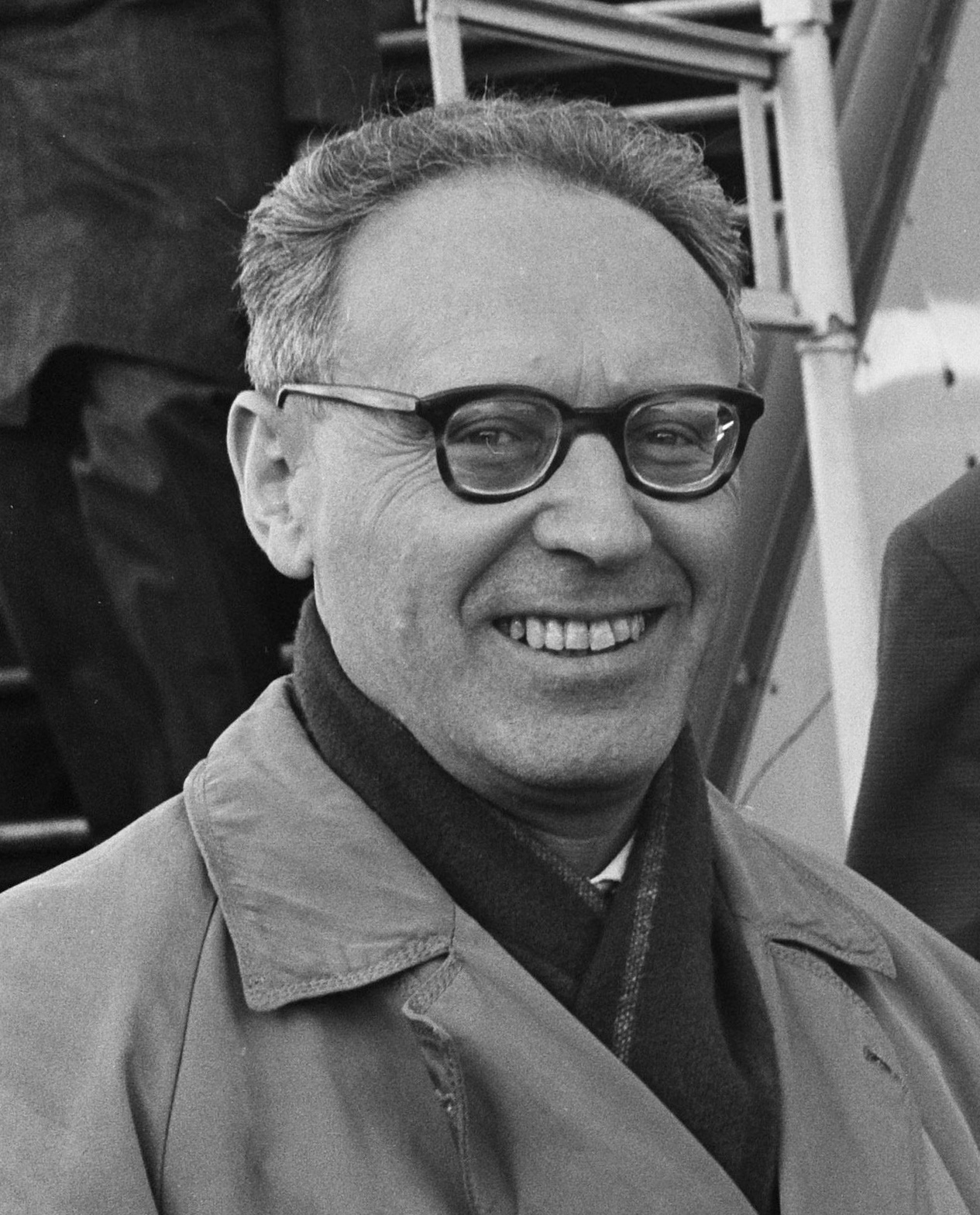
Mikhail Botvinnik - 1962

Le Championnat du monde d'échecs 1954 a vu s'affronter Mikhail Botvinnik, tenant du titre, et Vassily Smyslov à Moscou du 16 mars au 13 mai 1954. Botvinnik a conservé son statut de champion du monde en vertu de la clause favorable au champion sortant en cas d’égalité entre les deux concurrents.

## Qualification
En 1953, Smyslov remporta le tournoi des candidats de Neuhausen-Zurich disputé d'août à octobre avec 2 points d'avance sur David Bronstein, le challenger du championnat du monde 1951.

## Résultats
Le match est au meilleur des 24 parties. En cas d'ex æquo, le champion en titre conservait son titre.
|                   | 1 | 2 | 3 | 4 | 5 | 6 | 7 | 8 | 9 | 10 | 11 | 12 | 13 | 14 | 15 | 16 | 17 | 18 | 19 | 20 | 21 | 22 | 23 | 24 | Points |
| ----------------- | - | - | - | - | - | - | - | - | - | -- | -- | -- | -- | -- | -- | -- | -- | -- | -- | -- | -- | -- | -- | -- | ------ |
| Mikhail Botvinnik | 1 | 1 | ½ | 1 | ½ | ½ | 0 | ½ | 0 | 0  | 0  | 1  | 1  | 0  | 1  | 1  | ½  | ½  | ½  | 0  | ½  | ½  | 0  | ½  | 12     |
| Vassily Smyslov   | 0 | 0 | ½ | 0 | ½ | ½ | 1 | ½ | 1 | 1  | 1  | 0  | 0  | 1  | 0  | 0  | ½  | ½  | ½  | 1  | ½  | ½  | 1  | ½  | 12     |

## Après le tournoi
Trois ans plus tard, Smyslov devint finalement champion du monde aux dépens de Botvinnik, mais celui-ci est parvenu à reprendre son titre au cours du match revanche l’année suivante.